# Quận Washington, New York
Quận Washington (tiếng Anh: Washington County) là một quận trong tiểu bang New York, Hoa Kỳ. Quận lỵ là thành phố Fort Edward 6. Theo điều tra dân số năm 2000 của Cục điều tra dân số Hoa Kỳ, quận này có dân số 61.042 người 2.